# ساغموسافان (آراغاتسوتن)
مدينة ساغموسافان (بالإنجليزية: Saghmosavan)‏ هي إحدى المدن التابعة لمقاطعة آراغاتسوتن في أرمينيا. يقدر عدد سكانها بـ 214 نسمة حسب الإحصاء الذي جرى عام 2011.